# UFC on Fox: Poirier vs. Gaethje
UFC on Fox: Poirier vs. Gaethje var en MMA-gala som arrangerades av Ultimate Fighting Championship och ägde rum 14 april 2018 i Glendale i USA.